# Robert Welsted
Robert Welsted (1671 – Londres, 1 de fevereiro de 1735) foi um médico inglês e erudito clássico.
Welsted foi admitido como membro da Sociedade Real em 20 março 1718. Morreu em Londres, em 1º de fevereiro de 1735.

## Obras
- De Ætate vergente Liber, London, 1724.
- De adulta Ætate Liber, London, 1725.
- De Medicina Mentis Liber, London, 1726.
- Tentamen de variis Hominum Naturis, London, 1730.
- Tentamen alterum de propriis Naturarum Habitibus, London, 1732.